# Piazza al Serchio
Piazza al Serchio là một đô thị ở tỉnh Lucca trong vùng Toscana, có cự ly khoảng 90 km về phía tây bắc của Florence và khoảng 40 km về phía tây bắc của Lucca. Tại thời điểm ngày 31 tháng 12 năm 2004, đô thị này có dân số 2.515 người và diện tích là 27,1 km².
Piazza al Serchio giáp các đô thị: Camporgiano, Giuncugnano, Minucciano, San Romano in Garfagnana, Sillano.